# Marco Ânio Libão
Marco Ânio Libo (m. 162) foi um nobre romano, cônsul em 128 e cônsul sufecto em 161, que viveu no século II d.C. Ele era filho do cônsul Marco Ânio Vero e de Rupília Faustina.

## Família
O pai de Libo era originário da Hispânia Bética, descendente de uma família de status senatorial. Sua mãe era filha do cônsul sufecto Libo Rupílio Frugi e de Salonina Matídia (a sobrinha preferida de Trajano). Sua irmã mais velha era Faustina Maior, a esposa de Antonino Pio, e seu irmão mais novo, o pretor Marco Ânio Vero, era o pai do imperador Marco Aurélio e avô de Cômodo.
Libo foi cônsul em 128 e, neste ano, seu nome é mecionado num contrato de casamento escrito em grego e aramaico num papiro datado em 4 de abril e encontrado em 1961 por Naham Hever no deserto da Judeia. Durante o reinado de seu cunhado, Antonino Pio (r. 138-161), ele foi nomeado por um senatus consultum e se tornou senador.
Ele se casou com uma nobre romana chamada Fundânia, que lhe deu dois filhos:
- Marco Ânio Libo, um legado na Síria em 162. Neste mesmo ano, ele se juntou aos co-imperadores Marco Aurélio e Lúcio Vero na Síria na campanha contra os partas. Ele morreu subitamente, provavelmente envenenado. Rumores circularam envolvendo os co-imperadores.
- Ânia Fundânia Faustina

Quando Libo morreu, Lúcio Vero casou Fundânia - contra a vontade de Marco Aurélio - com um liberto grego chamado Lúcio Aurélio Agáclito.